# پارگولول
پارگولول (انگلیسی: Pargolol) یک آنتاگونیست گیرنده بتا آدرنرژیک است.